# Compsibidion triviale
Compsibidion triviale là một loài bọ cánh cứng trong họ Cerambycidae.